# Allsvenskan 2025
L'Allsvenskan 2025 è la 101ª edizione della massima serie del campionato svedese di calcio con la denominazione di Allsvenskan. La stagione è iniziata il 29 marzo e si concluderà il 9 novembre, spareggi esclusi. Il Malmö FF si presenta come squadra campione in carica.

## Stagione

### Novità
Dalla Allsvenskan 2024 sono stati retrocessi il Kalmar, che ha interrotto una striscia di ventuno partecipazioni consecutive, e il Västerås SK. Al loro posto dalla Superettan 2024 sono stati promossi il Degerfors, al ritorno in Allsvenskan dopo un anno di assenza, e l'Öster, che invece torna dopo l'ultima partecipazione datata 2013.

### Formula
Le 16 squadre partecipanti si affrontano in un girone all'italiana con partite di andata e ritorno, per un totale di 30 giornate. La squadra prima classificata è dichiarata campione di Svezia e viene ammessa al primo turno di qualificazione della UEFA Champions League 2026-2027. La seconda e la terza classificata, assieme alla vincitrice della Svenska Cupen 2025-2026, sono ammesse al secondo turno di qualificazione della UEFA Conference League 2026-2027. La terzultima classificata gioca uno spareggio salvezza/promozione contro la terza classificata della Superettan 2025. Le ultime due classificate sono retrocesse direttamente in Superettan.

## Squadre partecipanti
| Club           | Stagione | Città      | Stadio             | Stagione 2024            |
| -------------- | -------- | ---------- | ------------------ | ------------------------ |
| AIK            | dettagli | Stoccolma  | Strawberry Arena   | 3º posto in Allsvenskan  |
| Brommapojkarna | dettagli | Stoccolma  | Grimsta IP         | 10º posto in Allsvenskan |
| Degerfors      | dettagli | Degerfors  | Stora Valla        | 1º posto in Superettan   |
| Djurgården     | dettagli | Stoccolma  | 3Arena             | 4º posto in Allsvenskan  |
| Elfsborg       | dettagli | Borås      | Borås Arena        | 7º posto in Allsvenskan  |
| GAIS           | dettagli | Göteborg   | Gamla Ullevi       | 6º posto in Superettan   |
| Häcken         | dettagli | Göteborg   | Bravida Arena      | 8º posto in Allsvenskan  |
| Halmstad       | dettagli | Halmstad   | Örjans Vall        | 12º posto in Allsvenskan |
| Hammarby       | dettagli | Stoccolma  | 3Arena             | 2º posto in Allsvenskan  |
| IFK Göteborg   | dettagli | Göteborg   | Gamla Ullevi       | 13º posto in Allsvenskan |
| IFK Norrköping | dettagli | Norrköping | PlatinumCars Arena | 11º posto in Allsvenskan |
| IFK Värnamo    | dettagli | Värnamo    | Finnvedsvallen     | 14º posto in Allsvenskan |
| Malmö FF       | dettagli | Malmö      | Eleda Stadion      | Campione di Svezia       |
| Mjällby        | dettagli | Mjällby    | Strandvallen       | 5º posto in Allsvenskan  |
| Öster          | dettagli | Växjö      | Visma Arena        | 2º posto in Superettan   |
| Sirius         | dettagli | Uppsala    | Studenternas IP    | 9º posto in Allsvenskan  |

### Allenatori e primatisti
| Squadra        | Allenatore                                                                          | Calciatore più presente | Cannoniere |
| -------------- | ----------------------------------------------------------------------------------- | ----------------------- | ---------- |
| AIK            | Mikkjal Thomassen                                                                   |                         |            |
| Brommapojkarna | Ulf Kristiansson e Fredrik Landén                                                   |                         |            |
| Degerfors      | William Lundin (1ª-12ª) Tobias Solberg (13ª-14ª, ad interim) Henok Goitom (15ª-...) |                         |            |
| Djurgården     | Jani Honkavaara                                                                     |                         |            |
| Elfsborg       | Oscar Hiljemark                                                                     |                         |            |
| GAIS           | Fredrik Holmberg                                                                    |                         |            |
| Häcken         | Jens Gustafsson                                                                     |                         |            |
| Halmstad       | Johan Lindholm                                                                      |                         |            |
| Hammarby       | Kim Hellberg                                                                        |                         |            |
| IFK Göteborg   | Stefan Billborn                                                                     |                         |            |
| IFK Norrköping | Martin Falk                                                                         |                         |            |
| IFK Värnamo    | Ferran Sibila (1ª-6ª) Juan Robledo (7ª-8ª, ad interim) Arne Sandstø (9ª-...)        |                         |            |
| Malmö FF       | Henrik Rydström                                                                     |                         |            |
| Mjällby        | Anders Torstensson                                                                  |                         |            |
| Öster          | Martin Foyston                                                                      |                         |            |
| Sirius         | Andreas Engelmark                                                                   |                         |            |

## Classifica
Aggiornata al 11º agosto 2025
|  | Pos. | Squadra        | Pt | G  | V  | N | P  | GF | GS | DR |
|  | ---- | -------------- | -- | -- | -- | - | -- | -- | -- | -- |
|  | 1.   | Mjällby        | 46 | 19 | 14 | 4 | 1  |    |    |    |
|  | 2.   | Hammarby       | 42 | 19 | 13 | 3 | 3  |    |    |    |
|  | 3.   | Elfsborg       | 36 | 19 | 11 | 3 | 5  |    |    |    |
|  | 4.   | AIK            | 34 | 19 | 9  | 7 | 3  |    |    |    |
|  | 5.   | Malmö FF       | 33 | 19 | 9  | 6 | 4  |    |    |    |
|  | 6.   | GAIS           | 32 | 19 | 8  | 8 | 3  |    |    |    |
|  | 7.   | IFK Göteborg   | 31 | 19 | 10 | 1 | 8  |    |    |    |
|  | 8.   | Djurgården     | 27 | 19 | 7  | 6 | 6  |    |    |    |
|  | 9.   | Brommapojkarna | 23 | 19 | 7  | 2 | 10 |    |    |    |
|  | 10.  | Häcken         | 23 | 19 | 6  | 5 | 8  |    |    |    |
|  | 11.  | IFK Norrköping | 19 | 19 | 5  | 4 | 10 |    |    |    |
|  | 12.  | Halmstad       | 18 | 19 | 5  | 3 | 11 |    |    |    |
|  | 13.  | Sirius         | 17 | 19 | 4  | 5 | 10 |    |    |    |
|  | 14.  | Öster          | 15 | 19 | 4  | 3 | 12 |    |    |    |
|  | 15.  | Degerfors      | 15 | 19 | 3  | 6 | 10 |    |    |    |
|  | 16.  | IFK Värnamo    | 9  | 19 | 1  | 6 | 12 |    |    |    |

Legenda:
      Campione di Svezia e ammessa alla UEFA Champions League 2025-2026.
      Ammesse alla UEFA Conference League 2025-26.
 Spareggio Salvezza-Promozione
 Retrocessione diretta.